# The Unholy Three (1930)
The Unholy Three is een Amerikaanse misdaadfilm uit 1930 onder regie van Jack Conway. In Nederland werd de film destijds uitgebracht onder de titel Een gevaarlijk drietal.

## Verhaal
Een buikspreker, een dwerg en krachtpatser gaan samen weg bij het circus. Ze besluiten om criminelen te worden en ze verkleden zich om nietsvermoedende mensen te bestelen.

## Rolverdeling
| Acteur          | Personage          |
| --------------- | ------------------ |
| Lon Chaney      | Echo               |
| Lila Lee        | Rosie              |
| Elliott Nugent  | Hector             |
| Harry Earles    | Dwerg              |
| John Miljan     | Openbare aanklager |
| Ivan Linow      | Hercules           |
| Clarence Burton | Regan              |
| Crauford Kent   | Advocaat           |